# الله، خدای ماه
الله، خدای ماه فرضیه ای است که در گذشته  مطرح گردیده‌است.
این فرض که الله ( خدا در اسلام ) به عنوان خدای ماه بوده  است، برای اولین بار در سال ۱۹۰۱ توسط باستان شناس هوگو وینکلر مطرح شد. او خدا را با یک خدای عربی پیش از اسلام به نام له یا هبل یکی دانست که او را خدای ماه نامید. اما این نظریه توسط پژوهش های مدرن رد شده است.
تصور مشابهی در دهه ۱۹۹۰ در ایالات متحده توسط مدافعان مسیحی با استفاده از جزوه ای با عنوان خدای ماه، الله: در باستان شناسی خاورمیانه توسط کشیش مسیحی رابرت موری در سال ۱۹۹۴ منتشر شد. به دنبال آن کتاب موری در سال ۲۰۰۱ به نام تهاجم اسلامی: مقابله با سریعترین دین در حال رشد جهان منتشر شد. موری استدلال کرد که "الله" خدای ماه در اساطیر عربی پیش از اسلام وجود داشته و به استفاده اسلام از تقویم قمری و استفاده از تصویر ماه در اسلام به عنوان پشتوانه اشاره دارد.
محققان مدرن، نظریه اصلی و شکل رایج آن را به عنوان غیر قابل اثبات رد کرده اند. کل این مفهوم در سوابق باستان شناسی توسعه دین در شبه جزیره عربستان، گمانه زنی و بدون پایه تلقی می شود. همچنین به عنوان توهین هم به مسلمانان و هم به مسیحیان عرب برچسب خورده است، زیرا هردو نیز از خدا با نام "الله" یاد می کنند.

## دیدگاه های علمی

هوگو وینکلر

قبل از اسلام، کعبه حاوی مجسمه ای بود که نشان دهنده خدای ماه یعنی هبل بود. یولیوس ولهاوزن بر این اساس که کعبه خانه خدا نیز بود، هبل را نامی باستانی برای خداوند می دانست. محقق قرن بیستم ، هوگو وینکلر، به نوبه خود ادعا کرد که هبل خدای ماه است،  اگرچه دیگران خلاف آن را پیشنهاد کرده اند. دیوید لیمینگ ومیرچا الیاده آن را به عنوان خدای جنگجو و باران توصیف می کنند.
محققان جدیدتر تا حدی این دیدگاه را به این دلیل که فقط یک نظریه است و همچنین به این دلیل که منشأ هبل، نبطی ها هستند. خدایی غیر بومی وارد شده به زیارتگاه جنوب عربستان - خدایی که ممکن است قبلاً با الله مرتبط بوده باشد. پاتریشیا کرون استدلال می کند که "اگر هبل و الله یک خدا بودند، هبل باید به عنوان لقب الله باقی می ماند، اما این اتفاق نیفتاد. علاوه بر این، روایاتی وجود نداشت که در آن از مردم خواسته شود که از یک خدا صرف نظر کنند."  ژوزف لومبارد ، استاد اسلام کلاسیک، بیان کرده است که این ایده "نه تنها توهین به مسلمانان است، بلکه توهینی به مسیحیان عرب است که از نام "الله" برای خدا استفاده می کنند." 

## طرفداران مسیحی

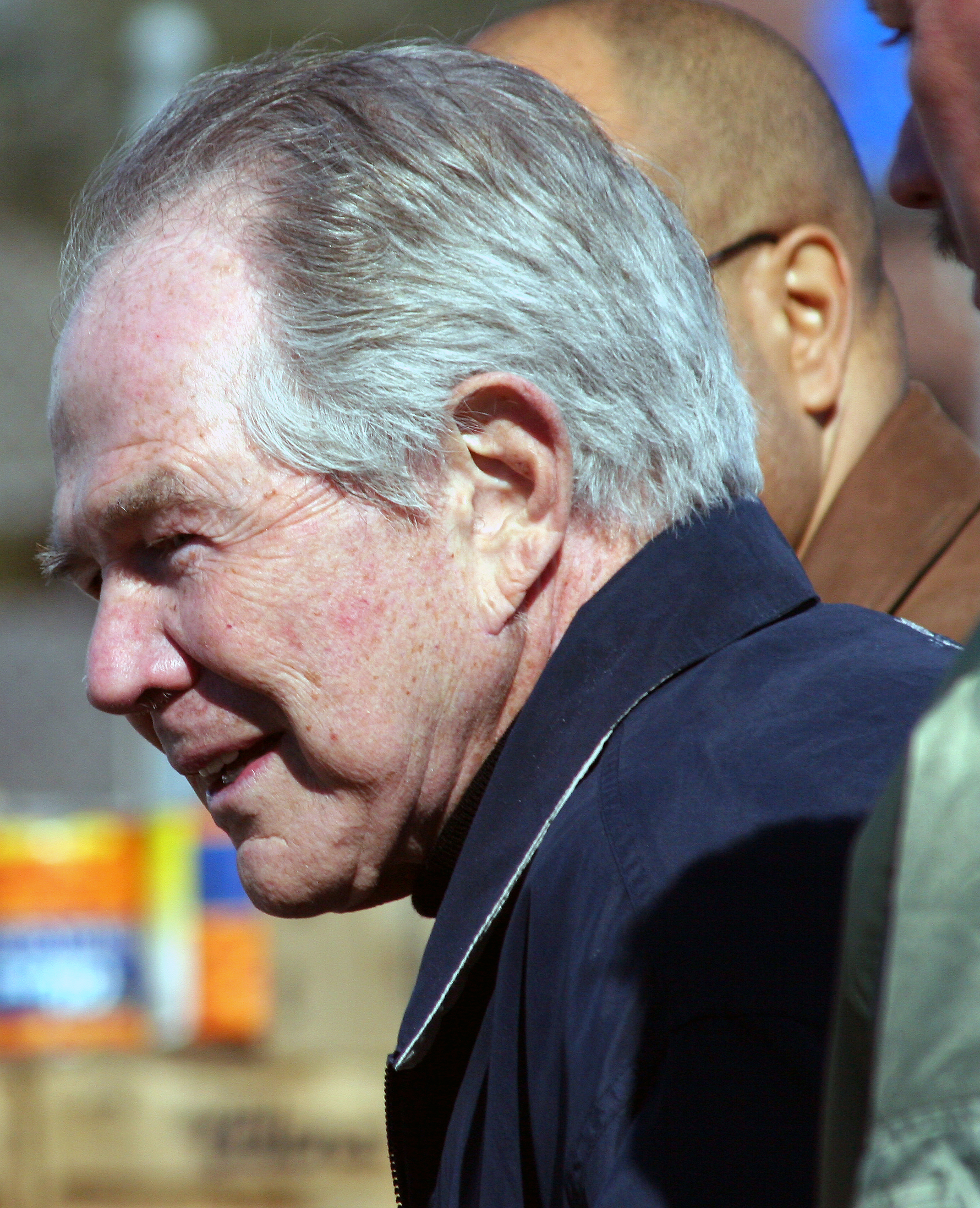
پت رابرتسون این ایده را ترویج کرد

رابرت موری در کتاب خدای ماه الله در باستان شناسی خاورمیانه ادعا می کند که عزی از نظر منشأ با هبل یکسان است و الله همان خدای ماه است.  این آموزه ها در سایر مسائل مثل «الله پسر نداشت» و «عروس کوچولو»  نیز تکرار شده است. در سال ۱۹۹۶، جانت پرشال ، در برنامه های رادیویی سندیکایی، ادعا کرد که مسلمانان خدای ماه را می پرستند.  پت رابرتسون در سال ۲۰۰۳ گفت: "دعوا سر این است که آیا هبل، خدای ماه مکه ، که به عنوان الله شناخته می شود، برتر است، یا اینکه یهوه خدای یهودی-مسیحی کتاب مقدس عالی است." 
با این حال، تحقیقات اخیر از منابع مختلف ثابت کرده است که "شواهد" مورد استفاده موری مربوط به مجسمه ای است که از محل حفاری در هازور به دست آمده است، که اصلاً ارتباطی با "الله" وجود ندارد. در واقع، ریک براون، محقق کتاب مقدس و استراتژیست رسالت، آشکارا با این رویکرد مخالف است و می گوید:
کسانی که ادعا می کنند خدا یک خدای بت پرست، به ویژه خدای ماه است، اغلب ادعای خود را بر این واقعیت استوار می کنند که نمادی از هلال ماه بالای بسیاری از مساجد را زینت می دهد و به طور گسترده به عنوان نماد اسلام استفاده می شود. در واقع درست است که قبل از ظهور اسلام «خدایان» و بت‌های زیادی در خاورمیانه پرستش می‌شد، اما نام خدای ماه سین بود نه الله، و در عربستان، زادگاه اسلام، محبوبیت خاصی نداشت. . برجسته ترین بت در مکه خدایی به نام هوبل بود و هیچ دلیلی بر اینکه او خدای ماه بود وجود ندارد. گاهی ادعا می شود که معبدی برای خدای ماه در هازور در فلسطین وجود دارد. این بر اساس تصویری است که در آنجا از دعانویسی وجود دارد که آویز هلالی بر سر دارد. با این حال، مشخص نیست که این آویز نماد خدای ماه باشد، و در هر صورت این یک مکان مذهبی عرب نیست بلکه یک مکان باستانی کنعانی است که توسط یوشع در حدود ۱۲۵۰ قبل از میلاد ویران شد. اگر اعراب باستان صدها بت را می پرستیدند، بدون شک خدای ماه سین را نیز شامل می شد، زیرا حتی عبرانیان نیز مستعد پرستش خورشید و ماه و ستارگان بودند، اما هیچ دلیل روشنی وجود ندارد که ماه پرستی در میان آنها برجسته بوده است. اعراب به هر شکلی و یا اینکه هلال به عنوان نماد خدای ماه استفاده می شد، و خداوند قطعا نام خدای ماه نبود.
در سال ۲۰۰۹، گرگوری استارت، مردم شناس، نوشت: "یک نظرسنجی اخیر توسط شورای روابط اسلامی آمریکا گزارش می دهد که ۱۰ درصد از آمریکایی ها معتقدند مسلمانان بت پرست هستند که خدا یا الهه ماه را می پرستند، اعتقادی که به‌طور بالقوه  توسط برخی از فعالان مسیحی منتشر شده است."  ابراهیم هوپر از شورای روابط آمریکایی-اسلامی (CAIR) تئوری های الله- خدای ماه را "خیالات" انجیلی می نامد که "در کتاب های مصور آنها تداوم یافته است". 
فرزانا حسن این دیدگاه‌ها را بسط ادعاهای دیرینه مسیحیان مبنی بر اینکه محمد یک شیاد و فریبکار بود می‌داند و می‌گوید: «ادبیات منتشر شده توسط ائتلاف مسیحی ، باور عمومی مسیحیان را درباره اسلام یک دین بت پرستانه است و جنبه‌هایی از یهودیت را به عاریت می‌گیرد. یکتاپرستی مسیحی با ارتقای خدای ماه، هبل، به مقام خدای متعال، یا محمد، برای مسیحیان بنیادگرا، همچنان یک شیاد باقی می‌ماند که یاران خود را مأمور کپی کردن کلمات کتاب مقدس در مکان‌های تاریک و دور از دسترس عموم می‌داند. » 

## دیدگاه های مسلمانان
در کتاب بت‌های هشام کلبی، مورخ عرب قرن هشتم، بت هبل به عنوان یک پیکر انسانی با دستی طلایی توصیف شده است (جایگزین دست اصلی که مجسمه را شکسته بود) و آن دارای ازلام بود(هفت تیر که برای پیشگویی استفاده می شد).
خواه هبل حتی با ماه ارتباط داشته باشد یا نه، محمد و دشمنانش هبل و الله را به عنوان خدایان متفاوتی می شناسند، حامیان آنها در جنگ احد در طرف های مخالف می جنگند. ابن هشام خاطرنشان می کند که ابوسفیان بن حرب ، رهبر لشکر ضد اسلام، پس از پیروزی آنها در احد، هبل را تجلیل کرد:
هنگامی که ابوسفیان خواست برود به بالای کوه رفت و با صدای بلند فریاد زد و گفت: کار خوبی کردی. پیروزی در جنگ به نوبه خود می رود. امروز به ازای روز بدر. برتری خود را نشان بده، هوبال، یعنی دینت را اثبات کن. رسول خدا به عمر گفت: برخیز و جواب او را بده و بگو: خداوند متعال و جلیل است. ما برابر نیستیم. مردگان ما در بهشت هستند. مرده تو در جهنم.
خود قرآن در آیه ۳۷ سوره فصلت ماه پرستی را نهی کرده است.
«برای خورشید و ماه سجده مکن، بلکه برای خدایی که آنها را آفریده است، سجده کن».
اسلام تعلیم می دهد که الله نام خداست (همانطور که در قرآن آمده است)،  و همان خدایی است که توسط اعضای دیگر ادیان ابراهیمی مانند مسیحیت و یهودیت پرستش می شود ( [قرآن عنکبوت ۴۶] ).

## روایات پیش از اسلام
قبل از حضرت محمد، مکه خدا را تنها الوهیت نمی دانست. اما خداوند را خالق جهان و باران‌دهنده می‌دانستند. ممکن است مفهوم این اصطلاح در مذهب مکه مبهم بوده باشد. خداوند با اصحابی که اعراب جاهلی آنها را خدایان تابع می دانستند، همراه بود. مکه ها معتقد بودند که بین خدا و جن نوعی خویشاوندی وجود دارد. خداوند پسران و دخترانی داشته است. مکه ها احتمالاً فرشتگان را با خدا شریک می کردند. در مواقع مصیبت خدا را می خواندند. نام پدر محمد عبد الله بود به معنای " بندهٔ الله"   است.